# Ataque contra el óblast de Briansk de 2023
El ataque contra el óblast de Briansk fue una incursión armada realizada el 2 de marzo de 2023 contra las pequeñas aldeas rusas de Liubechane y Sushani, fronterizas con Ucrania, situadas en el raión de Klímovo en el óblast de Briansk. Poco después del ataque el Cuerpo de Voluntarios Rusos, formado por nacionalistas rusos antigubernamentales de extrema derecha que luchan por Ucrania,  asumió la responsabilidad del ataque. Ucrania calificó el ataque de provocación. Mientras que el presidente de Rusia lo calificó de ataque terrorista.

## Ataque
El 2 de marzo de 2023, alrededor de las 11:30h (MSK), el gobernador del óblast de Briansk, Alexander Bogomaz, informó que un grupo de reconocimiento y sabotaje ucraniano se había infiltrado en el territorio de la aldea de Liubechane, en el raión fronterizo de Klímovo. Según su declaración, los saboteadores dispararon contra un automóvil en movimiento, matando a una persona e hiriendo a un niño de diez años que fue hospitalizado pero que se encuentra fuera de peligro. Posteriormente, el gobernador informó que el número de fallecidos aumentó a dos. Inicialmente algunos canales de Telegram informaron que el grupo de saboteadores atacó un autobús escolar, pero pronto quedó claro que en realidad era un automóvil en el que un conductor llevaba a un grupo de tres niños (dos niñas y un niño) a la escuela de la vecina localidad de Noviy Ropsk.
Poco después del ataque, varios canales de Telegram comenzaron a escribir sobre el aumento del número de víctimas. Aproximadamente a las 12:40h, RIA Novosti, publicó la noticia de que el  Servicio Federal de Seguridad había anunciado que «se están tomando medidas para destruir a los nacionalistas ucranianos armados que violaron la frontera estatal». Después de la aparición de información sobre «saboteadores ucranianos», la agencia de noticias rusa TASS, citando una fuente de las fuerzas del orden, escribió que grupos de saboteadores ucranianos había penetrado en dos pueblos, Liubechane y Sushani, y tomaron como rehenes a varios residentes en una de ellas. «Los soldados de Rosgvárdia entraron en un enfrentamiento con los militantes», agregó el interlocutor de la agencia.
En una actualización posterior, el FSB dijo que la situación estaba bajo control policial. Informó que se había encontrado una gran cantidad de artefactos explosivos y que se estaba realizando el desminado. No mencionó nada sobre los anteriores informes de agencias de noticias estatales que hablaban sobre la toma de rehenes.
A las 13:40h, el secretario de prensa presidencial, Dmitri Peskov, anunció la cancelación de la visita de Vladímir Putin a Piatigorsk (Krai de Stávropol), después del anuncio de la entrada de saboteadores en Rusia. El evento planeado se llevó a cabo en línea.
A las 14:30h, TASS, citando testigos oculares, escribió que los «saboteadores ucranianos» habían dejado de mostrar signos de actividad y podrían haber abandonado el territorio de Rusia. «No hay nadie del grupo ucraniano en el territorio de la Federación Rusa, todos se fueron. Ahora hay una búsqueda, posiblemente, de los restantes combatientes en nuestro territorio», dijo una de las fuentes de la agencia.
A las 19:00h, el Servicio Federal de Seguridad (FSB) informó que los «saboteadores ucranianos» habían sido expulsados hacia Ucrania, siendo posteriormente sometidos a un «ataque masivo de artillería».
El jefe del Comité de la Duma Estatal, Aleksandr Jinshtein, en su canal de Telegram, informó que un automóvil de la Guardia Nacional de Rusia fue destruido por una mina durante el desminado de la aldea y que cuatro empleados resultaron heridos.

## Víctimas
El gobernador del óblast de Briansk, Aleksandr Bogomaz, dijo que una persona murió y un niño de diez años resultó herido de bala en el ataque. Otro hombre, nacido en 1966, también murió en el tiroteo. Al día siguiente el niño fue sometido a una cirugía donde se le extrajo una bala «disparada desde un arma de fabricación de la OTAN». El niño se encuentra hospitalizado pero no se teme por su vida. Las autoridades rusas han alabado la actuación del niño, que ayudó a las menores a salir por la puerta trasera y les dijo que corrieran al bosque. Según las autoridades rusas, los saboteadores abrieron fuego contra los tres, hiriendo a Fiódor en el pecho. «Sin embargo, ni siquiera en esta situación perdió la compostura y pudo llevar a las niñas por el bosque, tomar un coche de paso y llegar hasta un lugar seguro».

## Autoría
La responsabilidad del ataque fue rápidamente reivindicada por el Cuerpo de Voluntarios Rusos (RDK, por sus siglas en ruso), una unidad formada por nacionalistas de extrema derecha rusos creada en agosto de 2022 que luchan integrados en la Legión Internacional de Defensa Territorial de Ucrania. El grupo usa simbología típica del Ejército Ruso de Liberación, que luchó al lado de la Alemania nazi durante la Segunda Guerra Mundial.
En un vídeo publicado en las redes sociales del RDK, aparecen dos hombres armados con equipo de camuflaje frente a la clínica médica de Liubechane, que dicen que cruzaron la frontera para luchar contra «el sangriento régimen de Putin y el Kremlin». Llamándose a sí mismos «libertadores» rusos, los hombres instaron a los rusos a tomar las armas y rebelarse contra las autoridades rusas. Según dicen, el número de personas involucradas en el ataque fue de cuarenta y cinco. El día del ataque, el sitio web ruso de periodismo de investigación iStories publicó el relato de un miembro del Cuerpo de Voluntarios de Rusia; que dijo: «... Éramos 45 en esta misión. Entramos, filmamos, emboscamos a dos BMP. No vi ningún niño herido. Pero hubo un guardia fronterizo herido. No se tomaron rehenes».
Una de las personas que aparecen en el vídeo es el conocido neonazi ruso Denís Nikitin. En una entrevista que posteriormente concedió al diario británico Financial Times, admitió que la incursión se realizó con el aval de Kiev, ya que en caso contrario «no podría haber sucedido» y agregó que el objetivo era exponer cuán débilmente protegidas están las áreas fronterizas de Rusia e inspirar una oposición armada contra los «usurpadores del Kremlin»:

Sí, claro, la acción fue acordada, de lo contrario no habría sucedido. ¿Cómo imagina que pasé por la oscuridad de la noche allí? Hay puentes minados, hay cámaras, drones buscadores de calor, hay puntos de observación abiertos ocultos.

## Reacciones

### Rusia
El presidente de Rusia, Vladímir Putin, en un discurso en un evento con estudiantes en el que participó por videoconferencia, acusó al grupo de abrir fuego contra civiles en un automóvil, incluidos niños:

Hoy [neonazis y terroristas] perpetraron otro acto terrorista, irrumpieron en el territorio fronterizo y abrieron fuego contra civiles. Vieron que era un coche civil, vieron que allí estaban personas civiles y niños. Dispararon contra ellos. Precisamente esa gente tenía como objetivo privarnos de la memoria histórica, de nuestra historia, tradiciones y lengua.

El portavoz del Kremlin, Dmitri Peskov, comentó que: «Es un ataque realizado por terroristas y se están tomando medidas para destruir a estos terroristas. En cuanto a la escena internacional, continuaremos llamando la atención del mundo sobre los actos de terrorismo que están realizando».

### Ucrania
El principal asesor del presidente de Ucrania, Myjailo Podolyak, escribió en su cuenta de Twitter: «La historia de un grupo de sabotaje ucraniano en la Federación Rusa es una clásica provocación deliberada». Dijo que Rusia «quiere asustar a su pueblo para justificar el ataque contra otro país y la creciente pobreza tras un año de guerra». Además añadió que «El movimiento partisano en Rusia se está fortaleciendo y es cada vez más agresivo. Teman a sus partisanos».
Por su parte, Andriy Yusov, el representante de los servicios de Inteligencia ucranianos en el Ministerio de Defensa, sugirió que la composición del grupo de sabotaje era un signo de una lucha interna dentro de Rusia, también ha manifestado que el suceso es parte de «la continuación de la transformación de Rusia, su purificación y la liberación de la dictadura de Putin».
Según un reportaje del diario estadounidense The New York Times, «los funcionarios de inteligencia de Ucrania han tratado de presentar el incidente como prueba de las divisiones rusas»; Andriy Cherniak, representante de la inteligencia militar ucraniana, dijo en una entrevista telefónica que «Esta es una señal de que Rusia ya no puede funcionar normalmente y esto conduce a la destrucción interna». Además, señaló que el Cuerpo de Voluntarios Rusos se atribuyó la responsabilidad del ataque e indicó que Ucrania no estaba involucrada.

### Naciones Unidas
El portavoz de la Secretaría General de las Naciones Unidas, Stéphane Dujarric, comentó no estar en disposición de verificar lo ocurrido en el óblast ruso de Briansk,  «Hemos visto acusaciones, comentarios de ambos lados, ruso y ucraniano. No podemos verificar ninguno de estos datos».

## Consecuencias
El 9 de marzo de 2023, el Ejército ruso llevó a cabo una serie de ataques con misiles contra «elementos clave de la infraestructura militar de Ucrania, así como instalaciones energéticas» ataques que, de acuerdo con la declaración del Ministro de Defensa ruso, fueron realizados «en respuesta a las acciones terroristas organizadas por el régimen de Kiev en la provincia de Briansk». De acuerdo con fuentes ucranianas al menos nueve personas murieron en los ataques.